# Cù lao Thới Sơn
Cù lao Thới Sơn còn gọi là cồn Thới Sơn hay cồn Lân, về mặt hành chính thuộc xã Thới Sơn, thành phố Mỹ Tho, tỉnh Tiền Giang cũ, Việt Nam.

## Giới thiệu sơ lược
Đây là cồn lớn nhất trong số 4 cồn trên sông Mỹ Tho (là một đoạn của sông Tiền) có diện tích khoảng 1.200 hecta  với nhiều mương rạch chằng chịt. Tuy cùng nằm trên một khúc sông, nhưng cồn Rồng (còn gọi là cù lao Tân Long hay cồn Long) và cồn Lân thuộc thành phố Mỹ Tho, tỉnh Tiền Giang; trong khi cồn Quy và cồn Phụng (cồn nhỏ nhất) thuộc xã Tân Thạch, huyện Châu Thành, tỉnh Bến Tre .
Dân cư ở cồn Lân sống chủ yếu bằng nghề trồng cây ăn quả (nhiều nhất là cây nhãn và Sapôchê), nuôi ong, đánh bắt và nuôi thủy sản.
Đến thăm cồn Lân, du khách sẽ được mời nếm thử mật ong (ong ở đây chủ yếu chắt mật từ hoa nhãn nên cho mật có vị đậm đà riêng) cùng với nước trà và kẹo mứt.
Hiện nay, một công ty du lịch ở tỉnh đã và đang đầu tư phát triển một khu tham quan du lịch và hệ thống nhà hàng với kiến trúc nhà cổ nhằm mang lại cho du khách cảm giác sang trọng, thoải mái và ấm cúng nhất. Bên cạnh những món ăn đặc sản, du khách còn được thưởng thức những giai điệu ngọt ngào của "đàn ca tài tử" Nam Bộ...

## Lịch sử hành chánh
Vào thời nhà Nguyễn độc lập, toàn bộ cù lao thuộc thôn Thới Sơn, tổng Thuận Trị, huyện Kiến Hưng, phủ Kiến An, tỉnh Định Tường.
Sau khi chiếm hết được ba tỉnh miền Đông Nam Kỳ vào năm 1862, thực dân Pháp dần xóa bỏ tên gọi tỉnh Định Tường cùng hệ thống hành chính phủ huyện cũ thời nhà Nguyễn, đồng thời đặt ra các hạt Thanh tra. Thôn Thới Sơn lúc này thuộc hạt Thanh tra Mỹ Tho. Ngày 5 tháng 1 năm 1876, hạt Thanh tra Mỹ Tho đổi thành hạt tham biện Mỹ Tho, thôn đổi thành làng.
Ngày 1 tháng 1 năm 1900, tất cả các đơn vị hành chính cấp tỉnh ở Đông Dương điều thống nhất gọi là "tỉnh", trong đó có tỉnh Mỹ Tho. Làng Thới Sơn thuộc tổng Thuận Trị, tỉnh Mỹ Tho. Ngày 22 tháng 3 năm 1912, làng Thới Sơn thuộc tổng Thuận Trị, quận Châu Thành, tỉnh Mỹ Tho.
Sau Cách mạng tháng Tám 1945, Ủy ban Kháng chiến Hành chánh Nam bộ chủ trương bỏ cấp tổng, bỏ đơn vị làng, thống nhất gọi là xã, đồng thời bỏ danh xưng quận, gọi thay thế bằng huyện. Chính quyền Việt Nam Cộng hòa đến năm 1956 cũng thống nhất dùng danh xưng là xã, tuy nhiên vẫn gọi là quận cho đến năm 1975. Lúc này, Thới Sơn là xã thuộc huyện Châu Thành, tỉnh Mỹ Tho.
Sau năm 1956, các làng gọi là xã. Từ năm 1957, chính quyền Việt Nam Cộng hòa đặt xã Thới Sơn thuộc tổng Thuận Trị, quận Châu Thành, tỉnh Định Tường. Ngày 08 tháng 11 năm 1960, quận Châu Thành đổi tên thành quận Long Định. Lúc này, xã Thới Sơn thuộc quận Long Định, tỉnh Định Tường. Ngày 23 tháng 5 năm 1964, chính quyền Việt Nam Cộng hòa chia quận Long Định thành quận Châu Thành và quận Long Định. Sau năm 1965, cấp tổng bị giải thể, các xã trực thuộc quận. Khi đó, xã Thới Sơn trở lại thuộc quận Châu Thành, tỉnh Định Tường cho đến năm 1975.
Tuy nhiên chính quyền Mặt trận dân tộc giải phóng miền Nam Việt Nam (sau này là Chính phủ Cách mạng lâm thời Cộng hòa Miền Nam Việt Nam) vẫn đặt xã Thới Sơn thuộc huyện Châu Thành (từ năm 1969 thuộc huyện Châu Thành Nam), tỉnh Mỹ Tho như cũ cho đến đầu năm 1976.
Tháng 2 năm 1976, xã Thới Sơn thuộc huyện Châu Thành, tỉnh Tiền Giang.
Ngày 26 tháng 9 năm 2009, Chính phủ Việt Nam ban hành Nghị quyết số 28/NQ-CP về việc điều chỉnh địa giới hành chính huyện Châu Thành, huyện Chợ Gạo để mở rộng địa giới hành chính thành phố Mỹ Tho; điều chỉnh địa giới hành chính xã, thành lập xã thuộc thành phố Mỹ Tho, huyện Châu Thành, huyện Chợ Gạo, tỉnh Tiền Giang. Theo đó, điều chỉnh toàn bộ 1.211,64 ha diện tích tự nhiên và 5.505 nhân khẩu của xã Thới Sơn thuộc huyện Châu Thành về thành phố Mỹ Tho quản lý.
Hiện nay, xã Thới Sơn thuộc thành phố Mỹ Tho, tỉnh Tiền Giang và bao gồm 4 ấp trực thuộc: Thới Hòa, Thới Bình, Thới Thuận, Thới Thạnh.

## Một vài hình ảnh

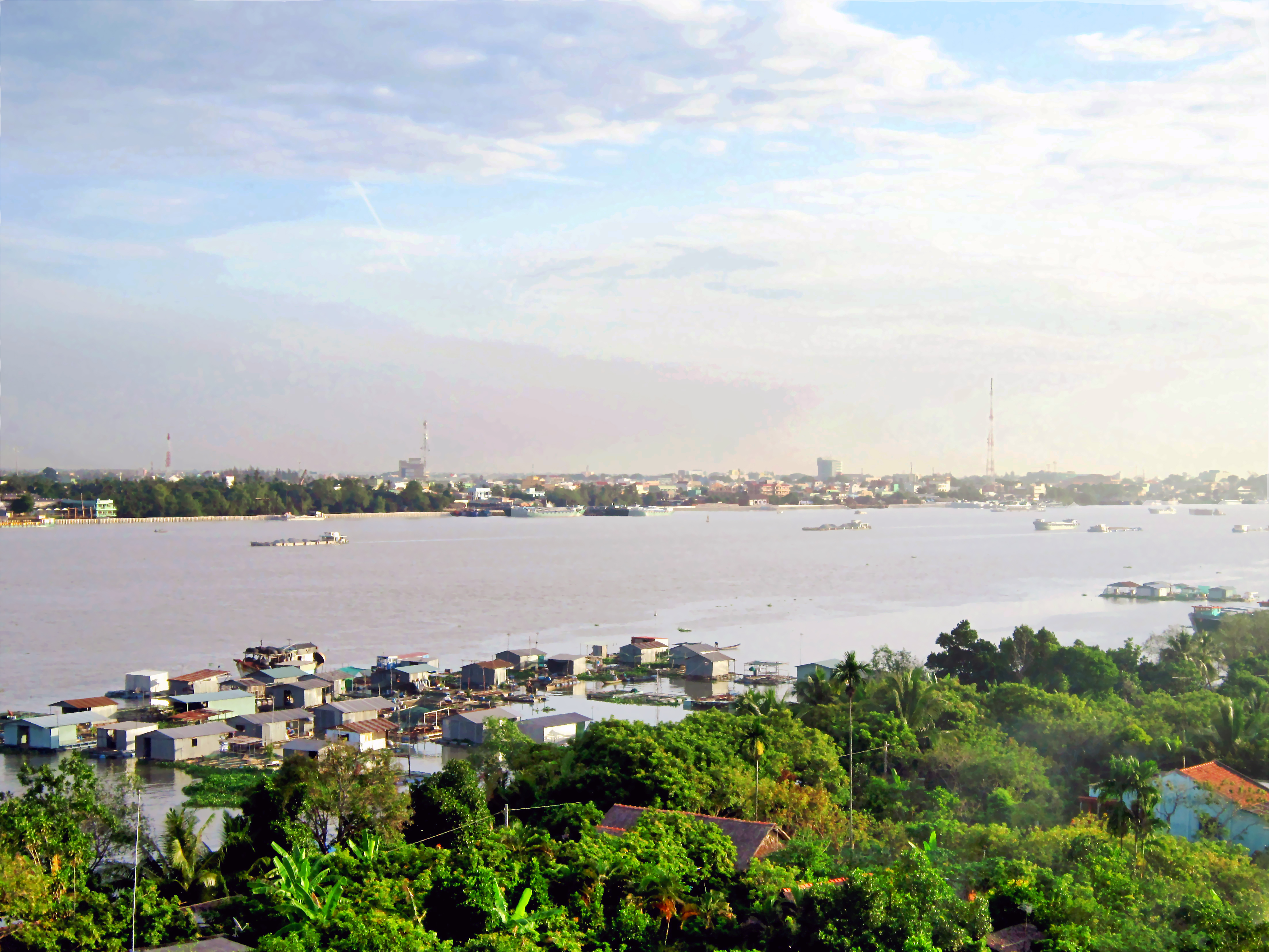
Đứng trên cầu Rạch Miễu nhìn thấy một số lồng bè nuôi thủy sản bên cồn Lân.
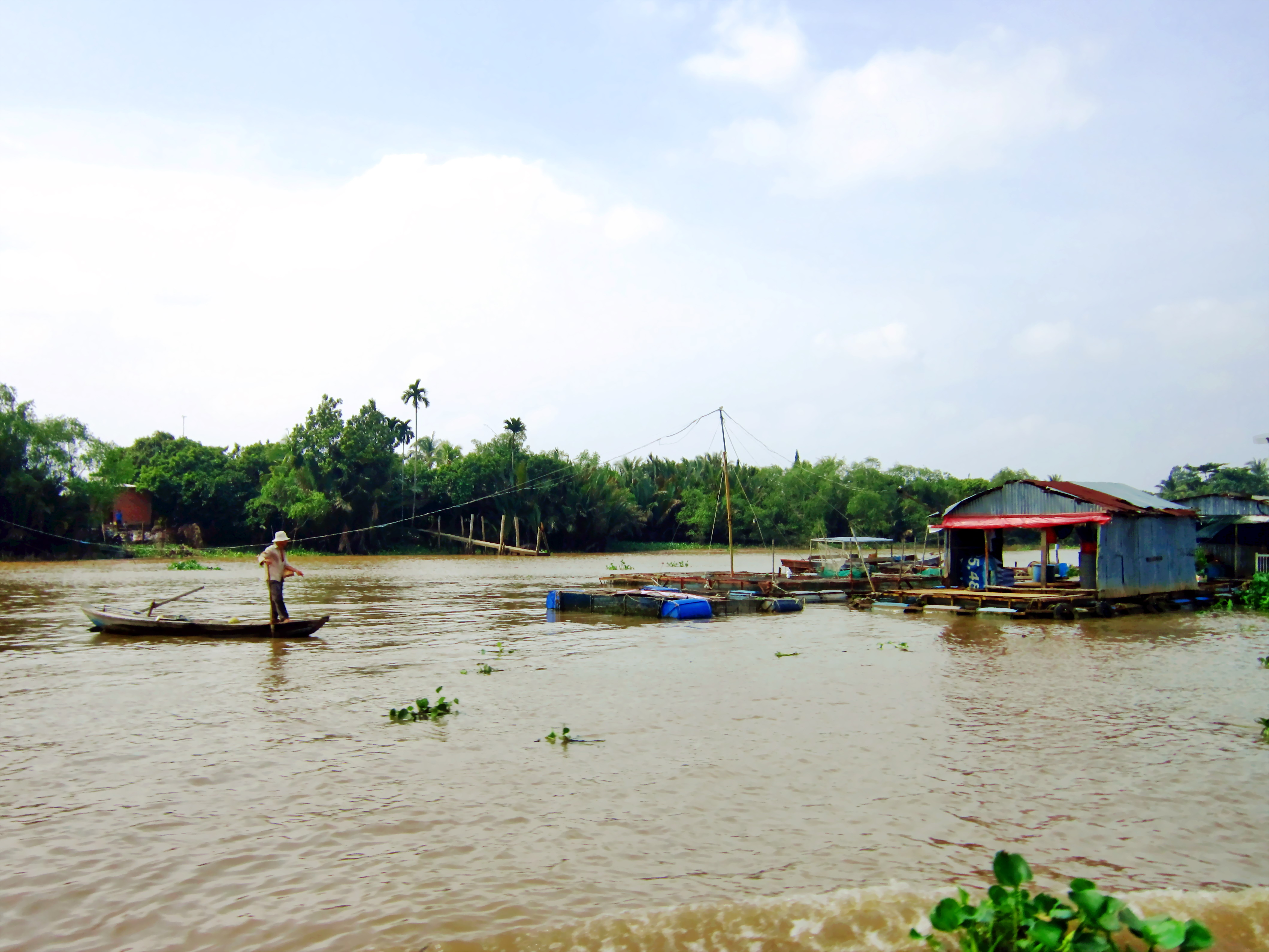
Một bè nuôi thủy sản bên cồn Lân.
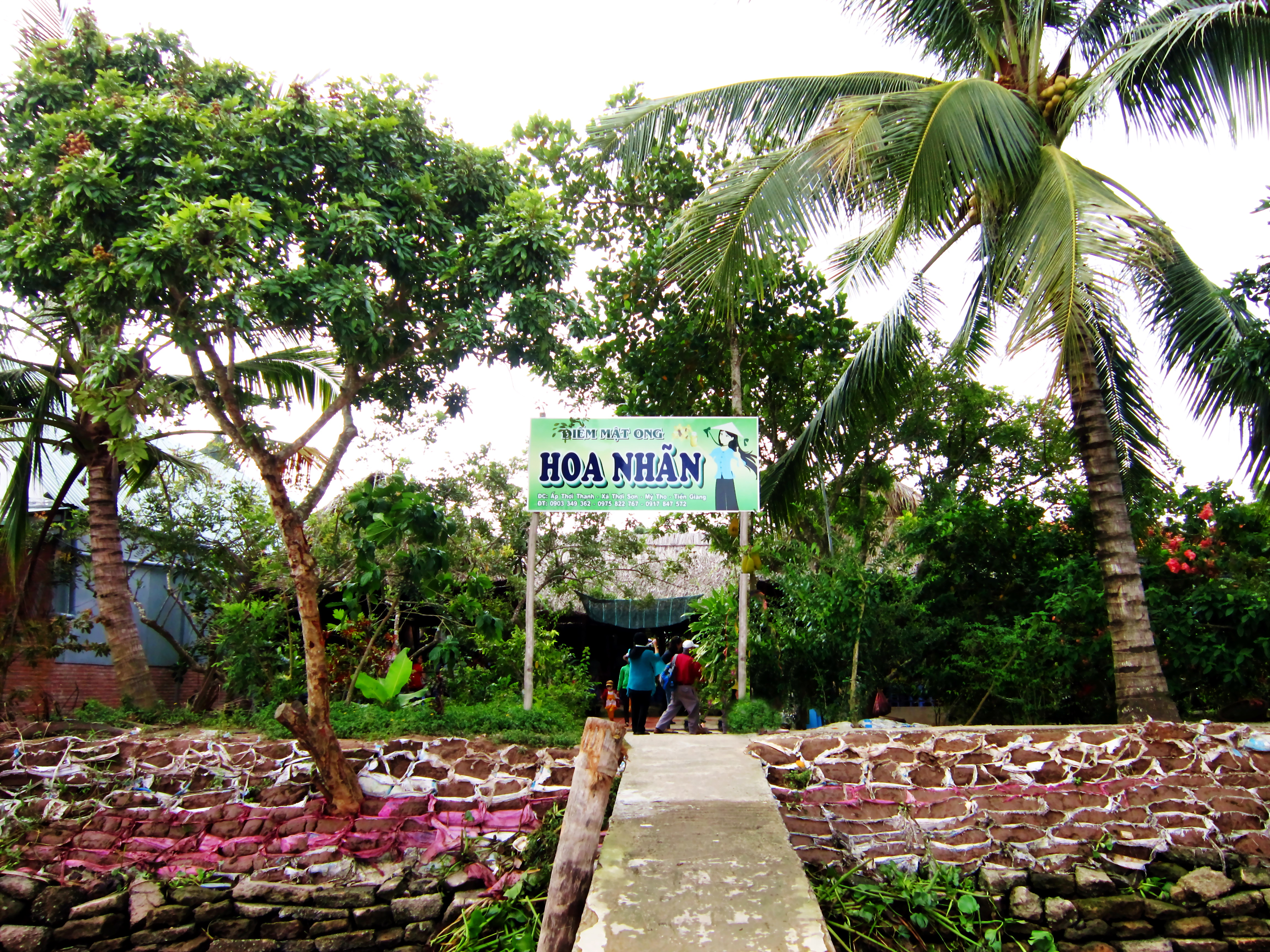
Một điểm bán mật ong trên cồn Lân.
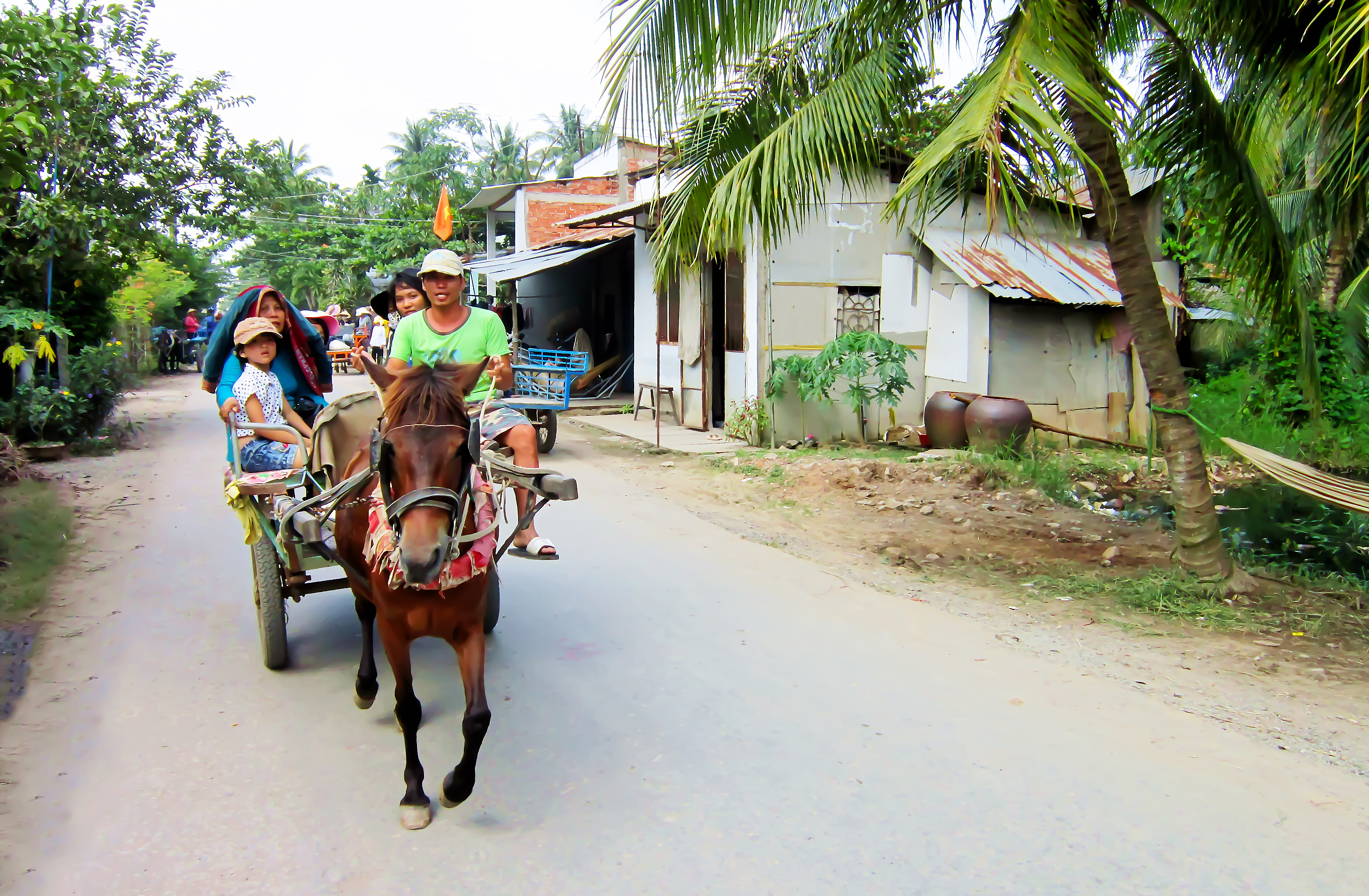
Đi xe ngựa tham quan cồn Lân.